# ManGoRise
A ManGoRise együttes eredeti formájában 2013-ban alakult, teljesen akusztikus felállásban. A zenekar a reggae-dancehall ritmusok és a popzene ötvözésével egy addig nem hallott stílust próbált életre hívni magyar és jamaicai angol nyelven.
2014-ben három tagúvá redukálódott: Katók István „KTK Steve” (szaxofon), Bartha Ákos „Dannona” (ének) és Szilágyi László (billentyű) tagokkal nyerte el jelenlegi formáját a csapat. Rádióadásokban rendszeresen hallhatók a dalaik, például a Petőfi Rádióban.
2025-ben újabb jelentős változáson ment keresztül az együttes: két alapító tag, Katók István és Szilágyi László kilépésével egy új felállás alakult ki. A zenekar megmaradt tagjai nyilvánosan is kifejezték tiszteletüket és hálájukat a távozó zenésztársak felé, akikkel az elmúlt évtized meghatározó élményeit, sikereit és küzdelmeit osztották meg. A búcsú üzenete hangsúlyozta: bár az útjaik különválnak, a közösen megélt idő és zenei örökség tovább él a dalokban és a közönség szívében.
A ManGoRise története azonban nem ért véget: a zenekar új színpadi arculattal és kibővült felállással folytatja pályafutását. A koncerteken immár Ákos marad az énekes, Martin veszi át a doboknál a tempó irányítását, míg a gitáros posztot Zoli, egy régi jó barát, tölti be, lendületes és energikus játékával. A megújulás részeként a zenekarhoz két tehetséges táncos is csatlakozott, valamint új technikai elemek és vizuális látványvilág teszi még emlékezetesebbé az élő fellépéseket.
A zenekar továbbra is elkötelezetten dolgozik azon, hogy a közönségnek élményt, életérzést és önazonos zenét nyújtson, amely hűen tükrözi a ManGoRise szellemiségét: szeretet, közösség és hiteles zene.

## Tagjai
2025 július 1-től
- Szijjártó Martin (Dobok)
- Bartha Ákos (ének)
- Gattyán Zoltán (gitár)

2014-től 2025 június 30-ig.
- Szilágyi László (billentyű)
- Katók István „KTK Steve” (szaxofon)
- Bartha Ákos „Dannona” (ének)

2013, az eredeti tagok
- Bartha Ákos „Dannona” – ének
- Csatári Fanni – ének
- Katók István – szaxofon
- Hermann Gábor – gitár
- Balázs Miklós – basszusgitár
- Szilágyi László – billentyű
- Nagy László – pozan
- Péter Zoltán – trombita
- Hurguly Attila – dob

## Dalok
| Év   | cím |
| ---- | --- |
| 2014 | Itt vagy BIG 5 |
| 2015 | Take Me Out Maga ura alak Álomszövő IT’S JUST W33D Nem fájt Mosolyok a víz tükrén Minden nő Vennék egy világot BADMAN RUN Jól érezd magad Te vagyok én I’m Just Sittin’ |
| 2016 | Hogy halljam Van időm Még egy menet lesz |
| 2017 | A szó nem elég |
| 2018 | Élményhegy Zene Egy Életen Át |
| 2019 | Nem Késő Hangod Hallom MaCauSong |
| 2020 | Ne Játsszá' (Balkan Fanatik & ManGoRise) Életjel (ManGoRise & Gattyán Zoli) Itt Leszek Ha Kell                                                                          |
| 2021 | Éjszakákon Át Jövőre Ugyanitt Vadvirág |
| 2022 | Bennünk Él |

- 2014 tavaszán DENIZ-zel együtt készítették a „Szavazz magadra” című dalt.
- 2014 őszén, az AfroDZAQM és a ManGoRise közös dala, a Fyahbird lemezről, melyben Pintér Gábor (Copy Con) is közreműködik, „Nem hátrálhatsz meg” címmel jelent meg. A felvételek a Dannona Rec. stúdióban készültek.
- 2015 nyarán a „Vennék egy világot” című dalukban, Mike Gotthardot (Ocho Macho) kérték fel közreműködésre.
- 2015-ben a Tiszafüredi Halasnapok himnuszának megírására kérték fel őket „Mosolyok a víz tükrén” címmel, mely a Halasnapok hivatalos dala lett.
- 2016 őszén, példátlan összefogásban született meg a „Nem tévedhetsz el!” című dal, amelyben a résztvevők – Kollányi Zsuzsi (Majka-Curtis Live Band és a Garami Funky Staff énekese), Németh Gábor Nemo (Club54 zenekar alapítója és zeneszerzője) – a ManGoRise együttessel karöltve az eltűnt gyermekekre és az Eltűnt Gyerekekért Alapítvány tevékenységére szeretnék felhívni a figyelmet.
- 2020 tavaszán, a váratlanul kialakult szükséghelyzet ihlette az "Átvészelünk Minden Bajt" című számot, amit Némo, Bartha Ákos és KtK Steeve készítettek.

## További tudnivalók

### Ki Mit Tube
2014-ben részt vettek a Ki Mit Tube-on, az „Élőzenét mindenkinek” műsorukkal. Ennek lényege, hogy a zene az egyik legnagyobb kommunikációs eszköz, amit azzal éreztetnek, hogy véletlenszerűen választott háztartásokba, meglepetésszerűen visznek el egy dalt (Szabadság), amit az ott lakó családnak játszanak el.

### ManGoRise TV
2016-ban jelent meg TV-műsor jellegű „reality”-jük, ami az együttesre szerelt kamerák anyagaiból, és külsőleg rögzített forrásokból készült.
Különböző helyeken, különböző szerepekben próbálták ki magukat az együttes tagjai.
1. rész: Összefoglaló 2015-ről, amikor az MGR megszületett, és kialakult.
2. rész: Ebben a részben vadasparki gondozókká válnak…
3. rész: A csokisuliban megtanulnak csokit készíteni…